# Masaru Furukawa

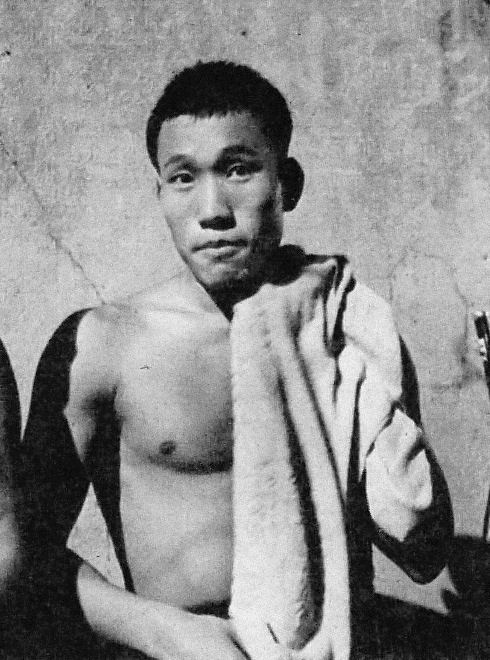
Masaru Furukawa (1956)

Masaru Furukawa (jap. 古川 勝, Furukawa Masaru; * 6. Januar 1936 in Hashimoto, Präfektur Wakayama; † 21. November 1993) war ein japanischer Schwimmer.
Bei den Olympischen Spielen 1956 in Melbourne wurde er Olympiasieger über 200 Meter Brust. Außerdem stellte er während seiner Laufbahn zehn Weltrekorde auf. Das Geheimnis seines sportlichen Erfolges waren die langen Tauchphasen, so dass man ihn über Wasser nur bei den Wenden nach jeweils 50 Metern sah. Nach seinem Erfolg bei den Olympischen Spielen wurden die Regeln dahingehend geändert, dass diese langen Tauchphasen verboten wurden, um „die Gesundheit der Schwimmer nicht zu gefährden“. Furukawa beendete daraufhin seine Karriere.
Im Jahr 1981 wurde er in die Ruhmeshalle des internationalen Schwimmsports aufgenommen.
Furukawa starb am 21. November 1993 an Lungenkrebs.